# Bezvodne, Iampol
Bezvodne (în ucraineană Безводне) este localitatea de reședință a comunei Bezvodne din raionul Iampol, regiunea Vinița, Ucraina.

## Demografie
Componența lingvistică a localității Bezvodne
     Ucraineană (98,46%)
     Rusă (1,13%)
     Alte limbi (0,21%)
Conform recensământului din 2001, majoritatea populației localității Bezvodne era vorbitoare de ucraineană (98,46%), existând în minoritate și vorbitori de rusă (1,13%).